# 乌尔通帕斯夸尔
乌尔通帕斯夸尔，是西班牙卡斯蒂利亚-莱昂阿维拉省的一个市镇。 总面积19km2, 总人口110人（2001年），人口密度6人/km2。